# Фоглар, Ярослав
Я́рослав Фо́глар (6 июля 1907, Прага, Австро-Венгрия — 23 января 1999, Прага, Чехия) — чешский писатель, автор романов о приключениях бойскаутов.

## Биография
Ярослав Фоглар родился в 1907 году в Праге. Рано лишился отца, познал немало тягот и невзгод. Вся забота о семье лежала на плечах матери. В 1924 году Фоглар вступил в пражский отряд скаутов, что во многом определило его дальнейшую судьбу. Своё известное прозвище Ястреб он приобрёл именно здесь. Проработав некоторое время в торговой фирме, Фоглар дебютировал в качестве редактора и издателя в основанном им детском журнале «Глашатай». Однако основным его занятием по-прежнему оставалась работа в отряде скаутов и написание приключенческих романов для детей. За короткое время книги Фоглара приобрели огромную популярность у чешских читателей, которая со временем ничуть не уменьшилась.
В дальнейшем движение скаутов ожидала серия запретов и преследований, что не могло не коснуться и деятельности Ярослава Фоглара. Первый запрет наложили нацисты во время Второй мировой войны, вынудив писателя уйти в подполье вместе со всем своим отрядом. Работу, тем не менее, он не прекращал, продолжая писать книги. После войны Фоглар переименовал журнал «Глашатай» во «Вперёд» и продолжил журналистско-писательскую деятельность уже легально. Однако в 1948 году произошёл коммунистический переворот, за которым последовал новый запрет. В 1960-х годах запрет был несколько ослаблен, а в 1989 году снят полностью — Фоглара и его творчество реабилитировали.
Солидный возраст не помешал Фоглару активно включиться в работу, издать запрещённые ранее книги и переиздать старые. Они принесли писателю успех, если не больший, чем в довоенные годы, то вполне сравнимый с успехом тех лет.
Наиболее известными и любимыми у читателей являются книги (так называемая «Трущобная трилогия»), посвящённые приключениям пяти мальчиков (Мирек, Ярка, Индра, Краснячек и Быстроножка) — членов клуба «Быстрые стрелы». По мотивам этих произведений выпущены комиксы, снят фильм «Тайна головоломки» (1993), а также одноимённый сериал (1969).
Ярослав Фоглар скончался 23 января 1999 года в Праге. Собственную семью он так и не создал, но вся его длинная и нелёгкая жизнь была посвящена работе с детьми. И всё новые и новые поколения юных читателей не могут оторваться от увлекательных приключений «Быстрых стрел».